# Łabajów
Die Łabajów war eine Skisprungschanze in Wisła in Polen, die 2017 abgerissen wurde. Die Schanzenanlage befand sich im Stadtteil Łabajów am Zusammenfluss der Bäche Łabajow und Głębiczek.

## Historie
Die Sprungschanze wurde 1931 im Rahmen der nationalen Meisterschaften vom polnischen Präsidenten Ignacy Mościcki eröffnet. In den folgenden Jahren gehörte die älteste Schanze Wisłas zu den bedeutendsten Anlagen der Beskiden.
Nach dem ersten Umbau 1978 wurden die Schanzen nach Jan Lipowczan benannt, der ein wohlverdienter Aktivist des Skibereichs „Watra“ war.
Die Mittel- und die Kleinschanze waren von 2005 bis 2014 Bestandteil des Lotus-Cup, einer Nachwuchs-Wettkampfserie des polnischen Skiverbandes. Die Kinder sprangen dabei von der K-35-Schanze, während die Junioren bereits von der K-65-Schanze antraten. Im Jahr 2013 wurde ein kleiner, zwölf Meter langer „Witek“-Hügel hinzugefügt, der auch mit Matten belegt werden sollte, was letztlich jedoch gescheitert ist.
Der Nachteil der Skisprungschanze bestand darin, dass eine Straße durch den Landehügel führte, die während des Trainings und des Wettkampfes gesperrt werden musste. Die Gefahren, die sich durch ein erhöhtes Verkehrsaufkommen ergeben haben, sowie Geldmangel führten zu einem Abriss der Anlage 2017.

## Technische Daten
| Jan-Lipowczan-Schanze           | Jan-Lipowczan-Schanze |
| Anlauf                          | Anlauf                |
| ------------------------------- | --------------------- |
| Anlauflänge                     | 76 m                  |
| Schanzentisch                   |                       |
| Neigung des Schanzentisches (α) | 10°                   |
| Aufsprung                       |                       |
| Hillsize                        | 71 m                  |
| Konstruktionspunkt              | 65 m                  |

| Jan-Lipowczan-Schanze | Jan-Lipowczan-Schanze |
| Aufsprung             | Aufsprung             |
| --------------------- | --------------------- |
| Hillsize              | 42 m                  |
| Konstruktionspunkt    | 35 m                  |

| Witek              | Witek     |
| Aufsprung          | Aufsprung |
| ------------------ | --------- |
| Hillsize           | 15 m      |
| Konstruktionspunkt | 12 m      |

## Polnische Meisterschaften
| Datum            | 1. Platz           | 2. Platz           | 3. Platz                                 |
| ---------------- | ------------------ | ------------------ | ---------------------------------------- |
| 22. Februar 1931 | Bronisław Czech    | Stanisław Marusarz | Andrzej Marusarz Karol Gąsienica-Szostak |
| 31. Januar 1937  | Stanisław Marusarz | Bronisław Czech    | Piotr Kolesar                            |

## Schanzenrekordhalter
| Tag        | Jahr | Springer        | Weite  | Wettbewerb |
| ---------- | ---- | --------------- | ------ | ---------- |
| 6. März    | 2004 | Jakub Kot       | 71,5 m |            |
| 29. Januar | 2011 | Krzysztof Kabot | 71,5 m | Lotos-Cup  |